# Joachim Zachris Duncker
Joachim Zachris Duncker (* 12. November 1774 in Kristina, Savo, Finnland; † 6. Juli 1809 in Hörnefors, Västerbotten, Schweden) war ein schwedischer Soldat, zuletzt im Rang eines Oberstleutnants.

## Leben
Duncker ist ein Nachfahre von Joachim Duncker, geboren vor 1627 in  Dobbin, Mecklenburg. Der war als schwedischer Rittmeister nach Finnland gekommen und hatte dort ein sich weit verzweigendes Geschlecht begründet. Es erwarb Grundbesitz und war in Kriegsdiensten erfolgreich. Joachim Zachris Duncker wurde im Jahre 1789 zum Unterleutnant im Savolax Jäger-Regiment ernannt. Er bewies im Russisch-Schwedischen Krieg von 1788–1790 seine Fähigkeiten und wurde zum Hauptmann befördert.
Im Russisch-Schwedischen Krieg von 1808–1809 war Duncker ein wichtiger Offizier in der schwedischen Armee. Während des Rückzugs der Armee von General Johan Adam Cronstedt von Mikkeli über Iisalmi und Leppävirta im März 1808 nach Oulu kommandierte Duncker die Nachhut. In der Schlacht von Pulkkila am 2. Mai 1808 zeichnete er sich aus, sodass der schwedische General Johan August Sandels ihn beauftragte, die Siegesnachricht dem König zu überbringen. Es folgte Dunckers Beförderung zum Major. Seine Fähigkeiten führten dazu, dass er im Juni 1808 den russischen Invasionstruppen einen großen Transport mit Nachschub abnehmen konnte.

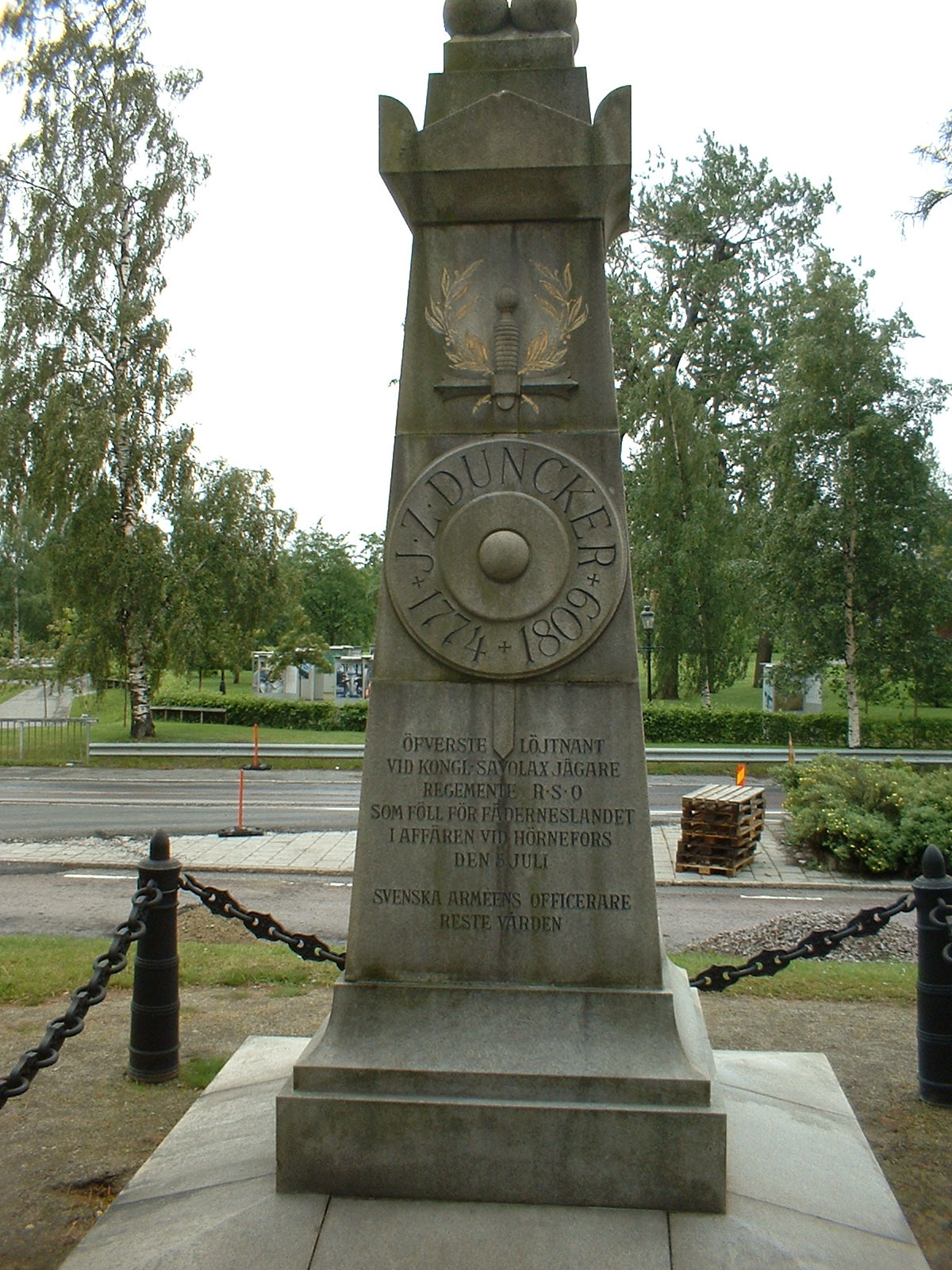
Gedenkstein für Duncker und den russischen General Aërekoff in Umeå

Den letzten Sieg der Schweden in diesem Krieg, die Schlacht an der Virtabrücke am 27. Oktober 1808, errang General Sandels durch den Einsatz Dunckers und des Oberst Fahlander sowie des Major Malm. Nach der Kapitulation eines Teils der schwedischen Armee in Kalix in der schwedischen Provinz Norrbotten (ca. 50 km westlich der heutigen finnisch-schwedischen Grenze) am 25. März 1809 kämpfte Duncker in der südlich davon gelegenen Provinz Västerbotten weiter. Am 5. Juli 1809 wurde er in der Schlacht von Hörnefors als Kommandeur der Nachhut schwer verwundet, sodass er einen Tag später im russischen Feldlager verstarb. Er wurde in Umeå auf dem Kirchhof neben einem Kosakenhäuptling begraben. 1897 wurde auf dem Kirchhof ein Gedenkstein für Duncker und den russischen General Aërekoff errichtet.